# Adineta tuberculosa
Adineta tuberculosa — вид коловерток родини Adinetidae. Мешкає у прісноводних середовищах Європи.